# Ultra Worker
『Ultra Worker』（ウルトラワーカー）は、加藤和樹の4枚目のアルバムである。

## 概要
- リリースに先駆けて、2018年7月4日より「HERO」「Ultra Worker」がiTunes Store・レコチョク等にて先行配信された
- 通常盤と初回限定盤の2種類がある。初回限定盤には「HERO」のミュージックビデオ・メイキング映像を収録したDVD付き。[1]

## 収録曲
1. HERO
作詞：加藤和樹　作曲/編曲：河田貴央
※MBS「MM-TV」7月度エンディングソング
※テレビ東京系「おしゃべりオジサンとヤバイ女」8月度エンディングテーマ
※毎日放送「+music」8月度 エンディングテーマ
2. Ultra Worker
作詞：加藤和樹　作曲/編曲：鈴木健司
3. knock knock knock!
作詞：コヤマヒデカズ　作曲/編曲：中野雄太
4. L∞Pループ
作詞：石川絵理　作曲/編曲：佐々木裕
5. 魂
作詞：浦島健太　作曲/編曲：山元祐介
6. Calling Me
作詞：深川琴美　作曲/編曲：倉内達矢
7. DIAMOND
作詞：浦島健太　作曲/編曲：山元祐介
8. stay by your side
作詞/作曲/編曲：大沢圭一
9. Butterfly
作詞：加藤和樹　作曲/編曲：本田光史郎
10. BLUE MONDAY
作詞：石川絵理　作曲/編曲：佐々木裕